# Антропонім
Антропо́нім (дав.-гр. ἄνθρωπος — «людина» та ὄνομα — «ім'я») — власна назва людини. В українській мові це особове ім'я, ім'я по батькові, прізвище, прізвисько, псевдонім.

## Похідні терміни
- Антропоніміка — розділ ономастики, який вивчає антропоніми.
- Антропонімія — сукупність власних назв людей.

## Приклади українських антропонімів
- Особові імена — Михайло, Богдан, Олег, Надія, Оксана, Мирослава.
- Імена по батькові — Михайлович, Богданович, Ігорівна, Степанівна.
- Прізвища — Мартиненко, Гордійчук, Ситнянська.
- Прізвиська — Журавель, Пилипиха.
- Псевдоніми — Панас Мирний, Борис Тен, Леся Українка, Дніпрова Чайка, Мартин Брест.

## Специфічні види антропонімів
- Андронім (або маритонім) — іменування жінки за іменем, прізвищем або прізвиськом її чоловіка (наприклад, Долинючка — дружина Долинюка).
- Матронім — власна назва сина або дочки за іменуванням матері або когось із предків по материнській лінії (наприклад, Оленюк — син Олени).
- Патронім — власна назва сина чи дочки, утворена від батькового іменування (наприклад, Іваненко — син Івана).